# اتحادیه فوتبال سوئد
اتحادیه فوتبال سوئد (به سوئدی: Svenska Fotbollförbundet) به اختصار اس وی اف اف (SvFF) بالاترین نهاد فوتبال در سوئد است و به سازماندهی لیگ‌های فوتبال سوئد و تیم‌های ملی مردان و زنان این کشور می‌پردازد. این اتحادیه در سولنا قرار دارد و عضو یوفا و فیفا نیز هست. این فدراسیون توسط ۲۴ سازمان محلی تشکیل و حمایت می‌شود.